# Tegel (zámek)
Zámek Tegel (také Humboldtův zámek) leží v berlínské části Tegel v okrese Reinickendorf. Zámecký park v severní části hraničí s Tegeler See. Na zámku dnes sídlí rodina Heinzů.

## Historie
Původní renesanční obytná budova byla přestavěna na popud kurfiřta Friedricha Wilhelma von Brandenburg na lovecký zámeček. V roce 1766 jako věno přešel do majetku rodu Humboldtů a stal se jejich rodinným sídlem. Mnoho let zde také žili Alexander von Humboldt a Wilhelm von Humboldt. Po smrti jejich matky sídlo zdědil Wilhelm von Humboldt v roce 1797. V letech 1820 až 1824 byl zámek přestavěn Karlem Friedrichem Schinkelem v klasicistním stylu.
Park byl založen v letech 1777 až 1789 Gottlobem Johannem Christianem Kunthem. Další úpravy následovaly v roce 1802.
V zámeckém parku Schinkel v roce 1829 vybudoval rodinou hrobku rodiny Humboldtů, kde jsou pochováni i oba slavní bratři. V roce 1983 se park stal chráněnou památkou.

## Galerie

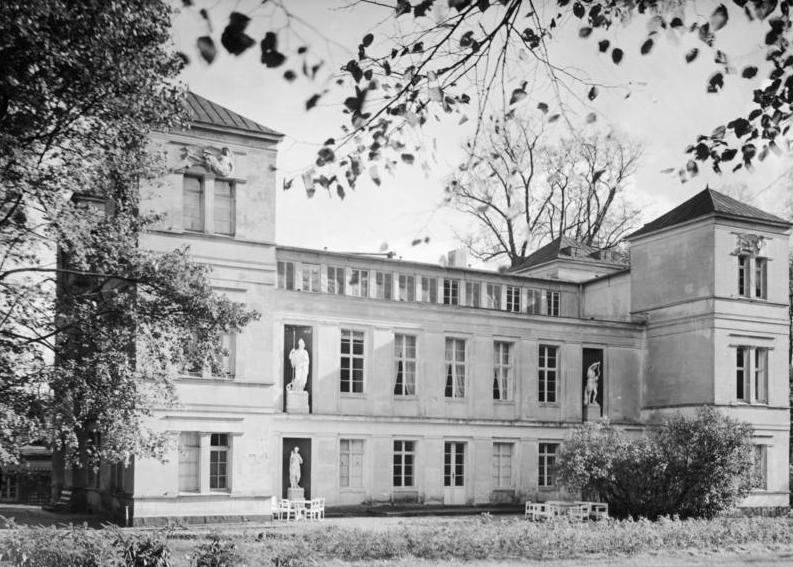
Část zámku obrácená do parku, 1931
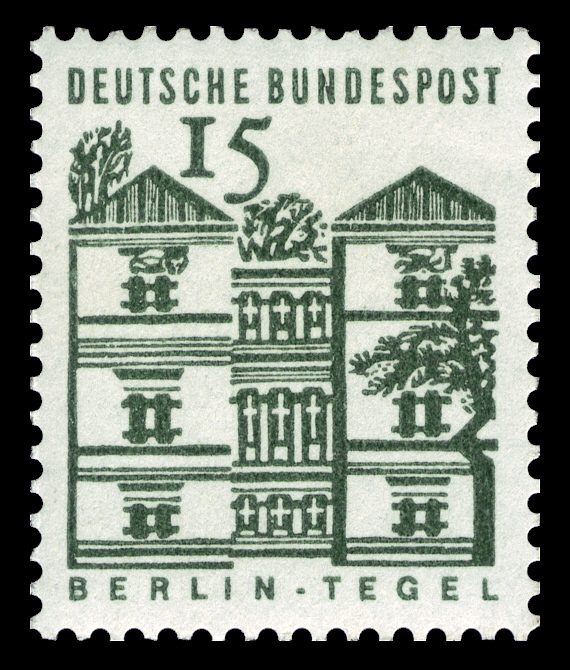
Známka německé pošty z roku 1965 ze série Deutsche Bauwerke aus zwölf Jahrhunderten
Známka německé pošty z roku 1969 ze série Deutsche Bauwerke aus zwölf Jahrhunderten